# Oberoende realister
Oberoende realister (OR) är ett lokalt politiskt parti i Hagfors kommun. Partiet bildades 2017 inför valet till kommunfullmäktige 2018. De blev största parti i kommunvalet i Hagfors 2018 med ett valresultat på 36,47 %, vilket också gjorde dem till det största lokala partiet i hela landet. I kommunalvalet 2022 ökade partiet till 41,8% och fortsatte styra kommunen i minoritet.
Partiet beskriver sitt program som att arbeta lokalt och fånga upp lokala frågor. 
Före detta polischefen Jens Fischer var första partiledare och har varit kommunalråd och kommunstyrelsens ordförande i Hagfors kommun under mandatperioden 2018–2022.

## Partiledare
| Partiledare      | År        |
| ---------------- | --------- |
| Jens Fischer     | 2017–2020 |
| Kattarina Hjern  | 2020      |
| Peter Åkerström  | 2020–2022 |
| Camilla Hülphers | 2022–     |

## Valresultat
| År   | Röster | %     | Mandat   | Ref   |
| ---- | ------ | ----- | -------- | ----- |
| 2018 | 2 835  | 36,47 | 13 av 35 | [ 2 ] |
| 2022 | 3 084  | 41,82 | 15 av 35 | [ 5 ] |